# 美波町
美波町（みなみちょう）は、徳島県の南部に位置する町。2006年（平成18年）に日和佐町と由岐町が合併し誕生した。海部郡に属す。

## 概要

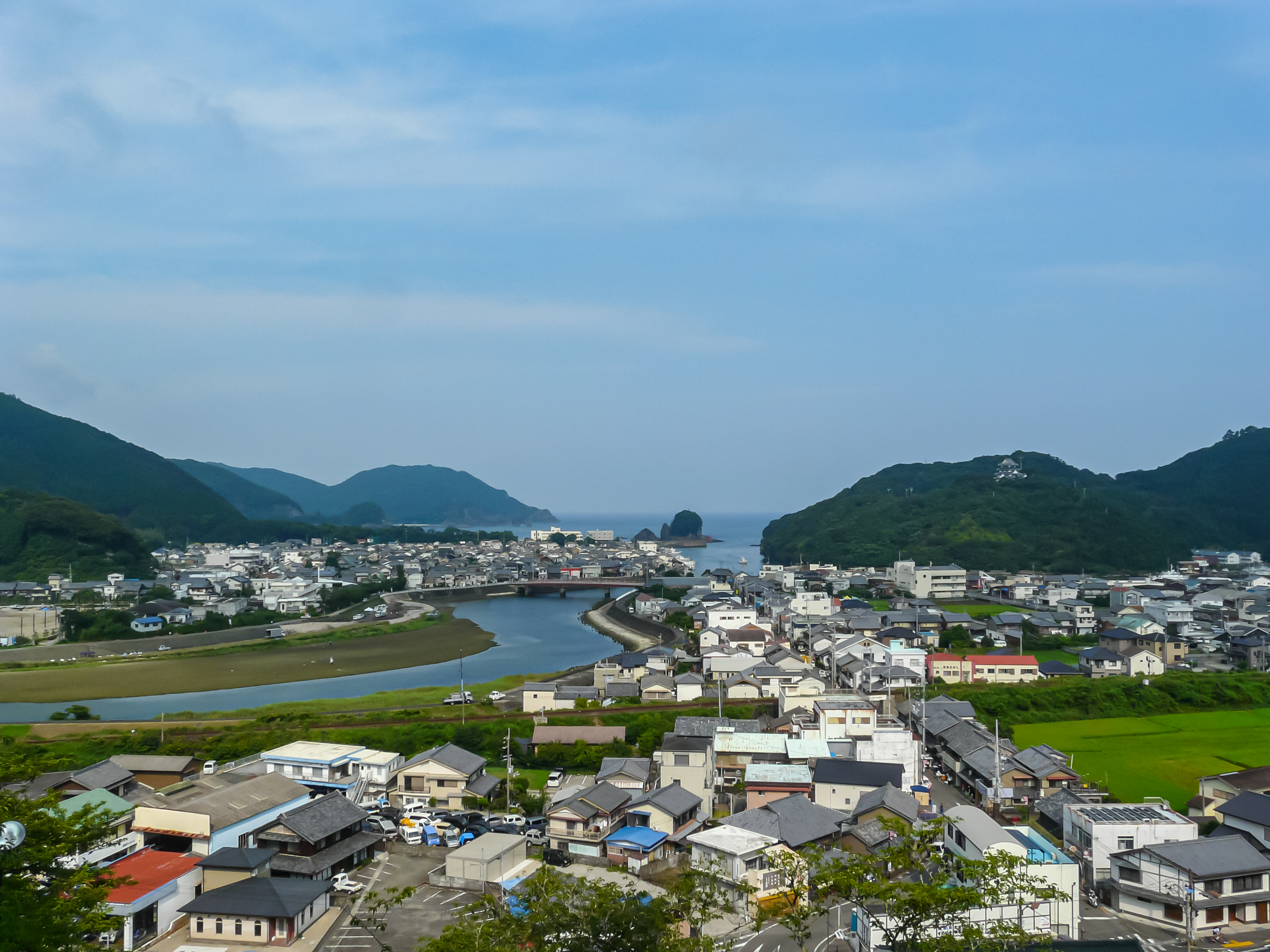
美波町日和佐地区の中心部。

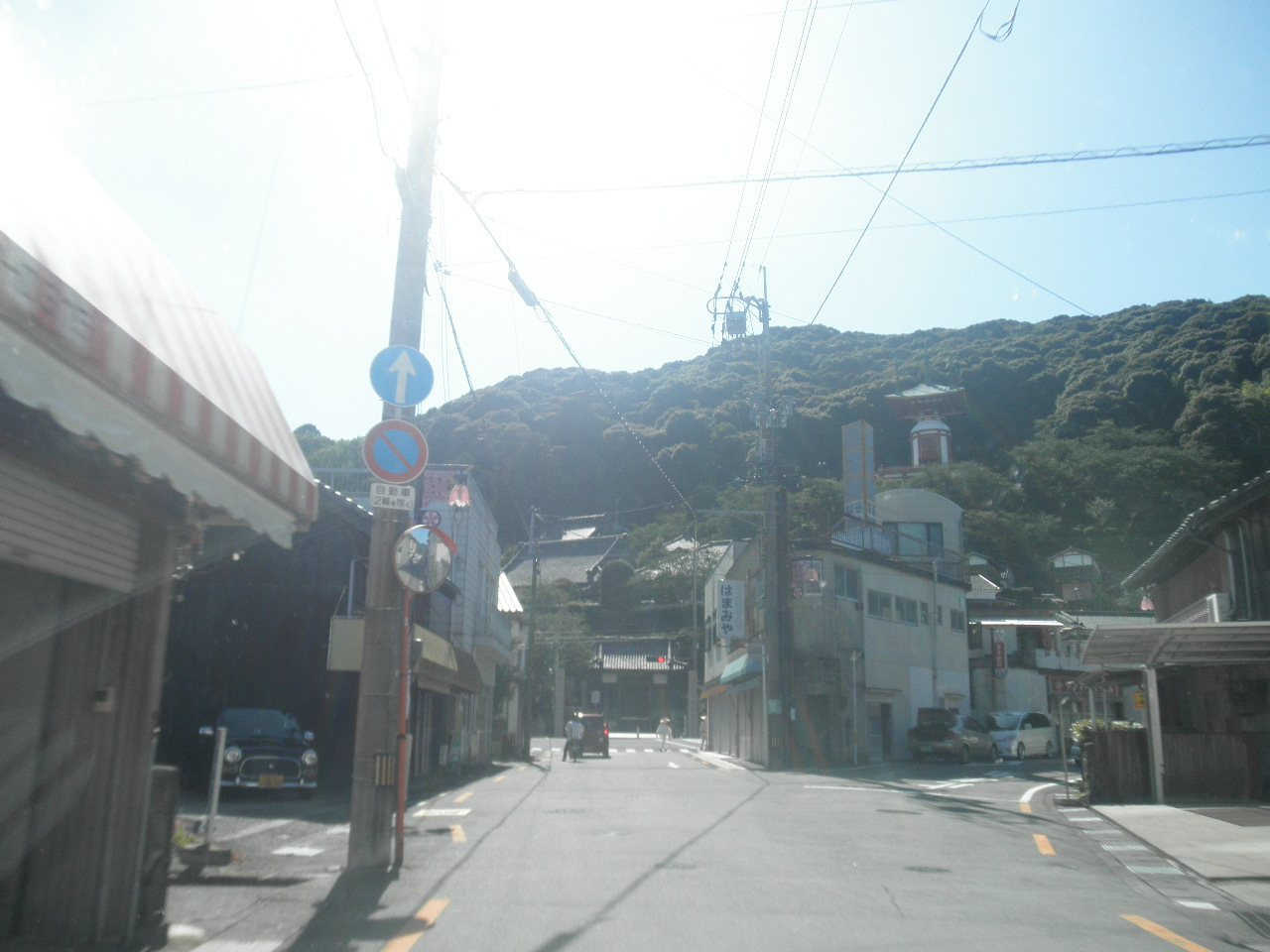
薬王寺の東側にある古くからの商店街
奥河内字寺前で撮影

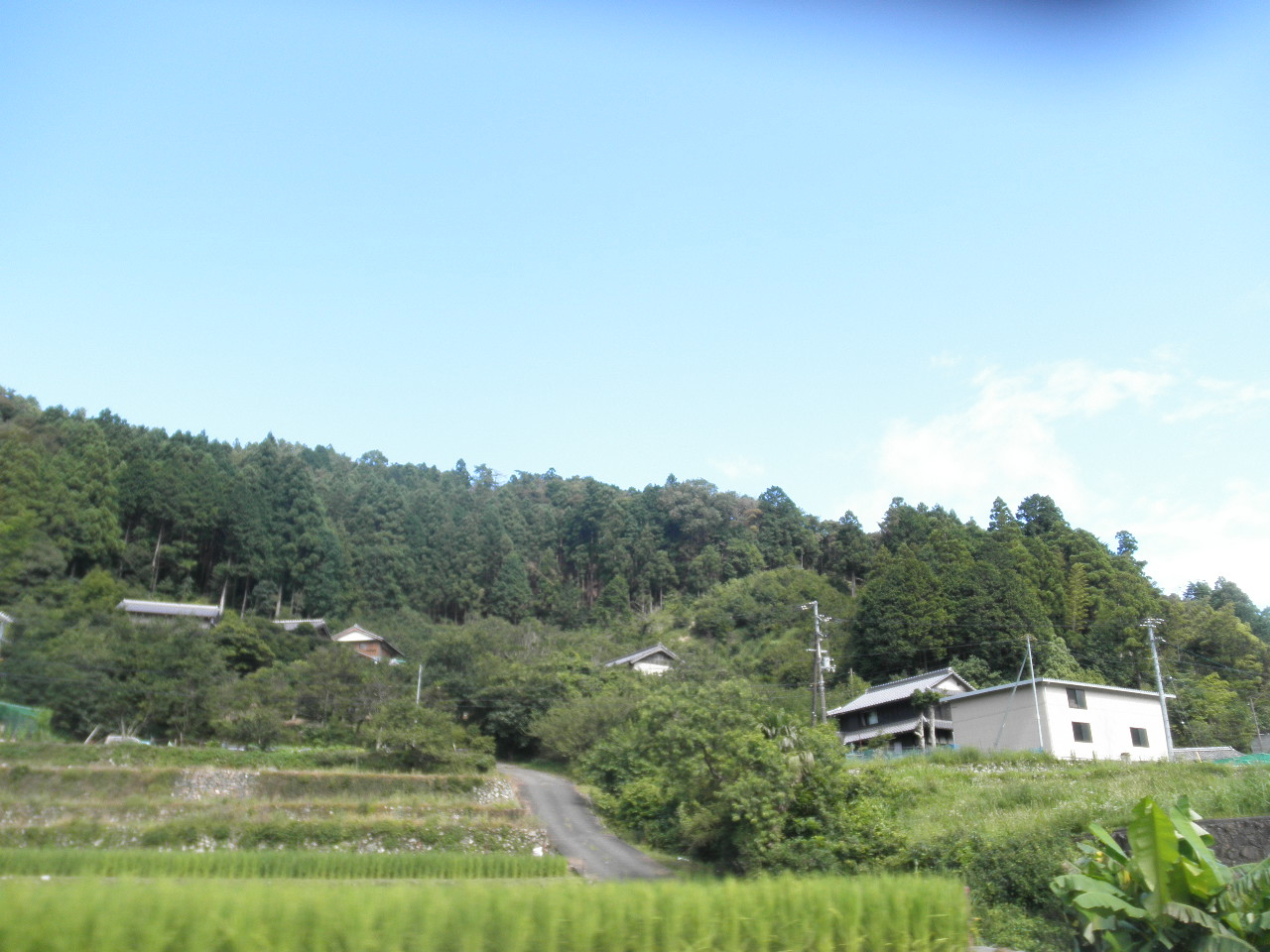
山間部の集落
赤松字高瀬で撮影

日和佐地区は四国八十八箇所霊場・薬王寺の門前町であり、その境内からの眺望は、四国八十八景（19番）「一望する日和佐の町並み」として選定され、門前の桜町通りには商店が軒を連ね、総じて落ち着いた街並みで新日本観光地100選に選ばれているほか、吹き筒花火などでも知られる赤松地区は、美しい日本のむら景観百選に選ばれている。室戸阿南海岸国定公園の中央部に位置しておりリアス式海岸となっている。海岸部ではウミガメが産卵に訪れる美しい浜辺や海の幸も観光資源となっている。
日和佐地区（日和佐浦）には徳島地方気象台日和佐観測所があり、気象官署からの気象情報等では「美波町日和佐」として発表される。四国地方のNHKテレビの天気予報では、県南部を代表して「美波」が予報地として報じられる。また、由岐地区（西由岐）には気象庁の阿波由岐検潮所（阿波由岐津波観測施設）が置かれ、津波情報等では「徳島由岐」として発表される。メディアでは「由岐」「美波町」「美波町由岐」などとして報道される。
鉄道駅と一体となった道の駅日和佐では官民連携の拠点として活性化事業が展開されている。また、日和佐道路の開通で従来不便だった由岐地域との連絡も改善された。
2007年（平成19年）7月、徳島県内では初めて美波町内の商店からレジ袋の有料化を実施し、同年10月には海部郡3町に実施を拡大するなどしている。
同協議会は2007年（平成19年）11月23日、農林水産省による農林水産祭 むらづくり部門の最優秀賞の天皇杯を受賞した。
また、2016年には、美波町に本社を構える株式会社あわえと美波町の地方創生におけるパートナーシップ協定を締結。
現在でも、過疎地域であることを逆手に取った「“にぎやかそ”　にぎやかな過疎の町 美波町」のスローガンのもと、官民・住民が一丸となって地域活性化に取り組んでいる。

## 地理

### 地形
海部山地の北部にあたり、沿岸は太平洋に面している。
今後発生が予見されている南海トラフ巨大地震の際には、町内に最大14mの津波が到達することが予想されている。これは徳島県下の市町別で最大値となっている。
西部は八郎山、胴切山等の最高峰から赤松川や日和佐川の源流となっている。赤松川は那賀川に注ぐが、川沿いには侵食平野や堆積平野による小規模な耕地や盆地を形成している。日和佐川は山河内谷川や北河内谷川などの支流が東へと合流する。御世山を源流とする北河内谷川と合流し、日和佐湾へと注ぐ。下流には沖積平野があって、耕地となっている。日和佐川の河口は人口密集市街地となっており、漁港も形成されている。奥潟川の下流域は湿田が見られる。
山岳
- 明神山、八郎山、胴切山、五剣山、高丸山、後世山、日向丸、鉢ノ山、大影山、玉厨子山、鬼ヶ岩屋

河川
- 日和佐川、赤松川、山河内谷川、北河内谷川、伊座利川、阿部東川、志和岐川、田井川、喜多地川、木岐川、奥潟川

島嶼
- 箆野島、立島、小辰巳島、大辰巳島

### 隣接している自治体
- 阿南市
- 海部郡海陽町、牟岐町
- 那賀郡那賀町

### 人口
合併以来人口減少の一途を辿っていたが、2014年（平成26年）には6人の転入超となった。
| |                                        |  |
| 美波町と全国の年齢別人口分布（2005年） | 美波町の年齢・男女別人口分布（2005年） |  |
| ■紫色 ― 美波町 ■緑色 ― 日本全国 | ■青色 ― 男性 ■赤色 ― 女性              |  |
| 美波町（に相当する地域）の人口の推移 \| 1970年（昭和45年） \| 12,975人 \| \| \| 1975年（昭和50年） \| 12,337人 \| \| \| 1980年（昭和55年） \| 11,866人 \| \| \| 1985年（昭和60年） \| 11,262人 \| \| \| 1990年（平成2年） \| 10,507人 \| \| \| 1995年（平成7年） \| 9,928人 \| \| \| 2000年（平成12年） \| 9,307人 \| \| \| 2005年（平成17年） \| 8,726人 \| \| \| 2010年（平成22年） \| 7,765人 \| \| \| 2015年（平成27年） \| 7,092人 \| \| \| 2020年（令和2年） \| 6,222人 \| \| |                                        |  |
| 総務省統計局 国勢調査より |                                        |  |
| 1970年（昭和45年） | 12,975人                               |  |
| 1975年（昭和50年） | 12,337人                               |  |
| 1980年（昭和55年） | 11,866人                               |  |
| 1985年（昭和60年） | 11,262人                               |  |
| 1990年（平成2年） | 10,507人                               |  |
| 1995年（平成7年） | 9,928人                                |  |
| 2000年（平成12年） | 9,307人                                |  |
| 2005年（平成17年） | 8,726人                                |  |
| 2010年（平成22年） | 7,765人                                |  |
| 2015年（平成27年） | 7,092人                                |  |
| 2020年（令和2年） | 6,222人                                |  |

### 気候
太平洋側気候に属する。全国でも上位1割に入るほどの降水量を誇る多雨地域である。
徳島県内の気温は沿岸部で高く、剣山を中心とする山間部で低くなる傾向がみられる。
剣山と日和佐の気温差は8月に約12℃、1月に14℃ほど異なり、冬場のほうが暖かいということが言える。
トレワーサの気候区分 (en)では、「月平均気温が10°C以上の月が8ヶ月以上あり、なおかつ熱帯や乾燥帯でない地域」が亜熱帯と定義されており、美波町は亜熱帯に該当する。
| 美波町日和佐（1976年 - 2025年）の気候 | 美波町日和佐（1976年 - 2025年）の気候 | 美波町日和佐（1976年 - 2025年）の気候 | 美波町日和佐（1976年 - 2025年）の気候 | 美波町日和佐（1976年 - 2025年）の気候 | 美波町日和佐（1976年 - 2025年）の気候 | 美波町日和佐（1976年 - 2025年）の気候 | 美波町日和佐（1976年 - 2025年）の気候 | 美波町日和佐（1976年 - 2025年）の気候 | 美波町日和佐（1976年 - 2025年）の気候 | 美波町日和佐（1976年 - 2025年）の気候 | 美波町日和佐（1976年 - 2025年）の気候 | 美波町日和佐（1976年 - 2025年）の気候 | 美波町日和佐（1976年 - 2025年）の気候 |
| 月                                    | 1月                                   | 2月                                   | 3月                                   | 4月                                   | 5月                                   | 6月                                   | 7月                                   | 8月                                   | 9月                                   | 10月                                  | 11月                                  | 12月                                  | 年                                    |
| ------------------------------------- | ------------------------------------- | ------------------------------------- | ------------------------------------- | ------------------------------------- | ------------------------------------- | ------------------------------------- | ------------------------------------- | ------------------------------------- | ------------------------------------- | ------------------------------------- | ------------------------------------- | ------------------------------------- | ------------------------------------- |
| 最高気温記録 °C （°F）                | 21.1 (70)                             | 23.3 (73.9)                           | 23.9 (75)                             | 27.8 (82)                             | 31.1 (88)                             | 33.3 (91.9)                           | 37.4 (99.3)                           | 38.3 (100.9)                          | 35.5 (95.9)                           | 31.8 (89.2)                           | 26.6 (79.9)                           | 23.8 (74.8)                           | 38.3 (100.9)                          |
| 平均最高気温 °C （°F）                | 12.0 (53.6)                           | 12.6 (54.7)                           | 15.5 (59.9)                           | 20.1 (68.2)                           | 24.0 (75.2)                           | 26.5 (79.7)                           | 30.2 (86.4)                           | 32.0 (89.6)                           | 29.2 (84.6)                           | 24.4 (75.9)                           | 19.3 (66.7)                           | 14.4 (57.9)                           | 21.7 (71.1)                           |
| 日平均気温 °C （°F）                  | 6.9 (44.4)                            | 7.5 (45.5)                            | 10.5 (50.9)                           | 15.1 (59.2)                           | 19.2 (66.6)                           | 22.4 (72.3)                           | 26.1 (79)                             | 27.4 (81.3)                           | 24.7 (76.5)                           | 19.8 (67.6)                           | 14.4 (57.9)                           | 9.3 (48.7)                            | 16.9 (62.4)                           |
| 平均最低気温 °C （°F）                | 2.8 (37)                              | 3.2 (37.8)                            | 5.9 (42.6)                            | 10.3 (50.5)                           | 14.9 (58.8)                           | 19.1 (66.4)                           | 23.0 (73.4)                           | 24.0 (75.2)                           | 21.4 (70.5)                           | 16.3 (61.3)                           | 10.5 (50.9)                           | 5.1 (41.2)                            | 13.1 (55.6)                           |
| 最低気温記録 °C （°F）                | −4.9 (23.2)                           | −8.3 (17.1)                           | −4.0 (24.8)                           | 0.7 (33.3)                            | 4.3 (39.7)                            | 10.5 (50.9)                           | 15.6 (60.1)                           | 17.7 (63.9)                           | 12.9 (55.2)                           | 5.5 (41.9)                            | −0.3 (31.5)                           | −4.1 (24.6)                           | −8.3 (17.1)                           |
| 降水量 mm （inch）                    | 79.7 (3.138)                          | 110.8 (4.362)                         | 186.0 (7.323)                         | 227.2 (8.945)                         | 248.7 (9.791)                         | 340.8 (13.417)                        | 307.0 (12.087)                        | 255.7 (10.067)                        | 337.6 (13.291)                        | 254.8 (10.031)                        | 151.4 (5.961)                         | 104.4 (4.11)                          | 2,604.1 (102.524)                     |
| 平均月間日照時間                      | 188.7                                 | 174.6                                 | 189.3                                 | 201.4                                 | 201.1                                 | 144.0                                 | 186.8                                 | 226.1                                 | 161.1                                 | 174.3                                 | 168.2                                 | 189.9                                 | 2,205.5                               |
| 出典1：気象庁                         |                                       |                                       |                                       |                                       |                                       |                                       |                                       |                                       |                                       |                                       |                                       |                                       |                                       |
| 出典2：気象庁                         |                                       |                                       |                                       |                                       |                                       |                                       |                                       |                                       |                                       |                                       |                                       |                                       |                                       |

## 歴史

### 原始
- 縄文時代田井遺跡[10]ができる。
- 今の美波町立日和佐小学校前で祝部の土器の破片が見つかる。

### 古代
- 日和佐地区に関係する木簡が平城宮跡から出土。天平勝宝〜天平宝字年間のものと推測。

「阿波国那賀郡中男海藻六斤 和射」
日和佐を中心とする漁村が「和射（わさ）」と呼ばれ、「ワカメ」を献上していた（海部郡は未だ成立していない）。
- 935年（承平5年）1月22日から1月26日にかけて土佐日記の作者『紀貫之』が土佐から京都への帰る途中、日和佐に阿波国内では最長の4泊停泊。恵比須浜港に停泊したという説が有力である。日和佐港は阿波国外にも良港として知られていた。

### 中世
- 中世に成立していた保として、日和佐保があった。日和佐保は1379年(康暦元年)5月日の記念銘をもつ日和佐八幡神社旧蔵の朱漆足付盤に以下の記述があるだけである。「阿波国海部郡日和佐保八幡宮」
- 中世に成立していた荘園として日輪之荘があった。日輪之荘は現在の美波町木岐地区周辺にあったと考えられる。「阿州日輪之庄岐々之村(1456年(康正2年)旦那願文案/二階堂氏文書/徴古雑抄)」
- 「平家物語」に結城の浦との記述があるが、旧由岐町のことであると考えられる。「阿波国結城の浦より小舟にのり、鳴戸浦をこぎとほり、紀伊路（平家物語 巻一○横笛）
- 1223年（貞応2年）5月 承久の乱で土佐に配流されていた、後鳥羽上皇の第一皇子、土御門上皇が、都に近いところでという配慮で、阿波国に移られることになった途中、薬王寺に滞留されたようである。
- 「太平記」に正平地震津波記事として「雪ノ湊」との記述があるが、旧由岐町のことであると考えられる[11]。「中ニモ阿波ノ雪ノ湊ト云浦ニハ、俄ニ太山ノ如ナル潮漲来テ、在家一千七百余宇、悉ク引塩ニ連テ海底ニ沈シカバ、家々ニ所有ノ僧俗・男女、牛馬・鶏犬、一モ不残底ノ藻屑ト成ニケリ」（太平記 巻三十六）
- 室町時代末期、日和佐氏の日和佐肥前守が日和佐城を築城したとされる。

### 近世
日和佐肥前守の子孫の濱氏が阿波藩蜂須賀氏諸奉行格80石余を知行。また薬王寺は寺領として十五石を給わった。
- 1771年（明和8年）6月11日 ハンガリー人のモーリツ・ベニョヴスキーがロシア船を乗っ取り、日和佐浦に漂着。
- 1807年（文化4年） 陣屋が海部から日和射に移される。
- 1829年（文政12年）12月20日以降、宍喰沖・牟岐浦・日和佐浦に異国船（黒船）が度々来航（牟岐浦異国船漂着事件）。ペリー来航の24年前のことであった。
- 1868年（慶応4年）1月4日 戊辰戦争のなかで旧由岐町沖で阿波沖海戦があった。この海戦は日本初の洋式艦同士の戦いで赤塚源六艦長率いる薩摩艦隊は、幕府軍艦頭榎本武揚 が陣頭指揮をとる幕府艦隊「開陽丸」を振りきり逃走した。逃げ去った薩摩艦船「春日丸」には日露戦争で活躍した東郷平八郎も砲手として乗り込んでいた。その海戦を伝える阿波沖海戦公園がある。

### 近代以降

美波町章
2006年3月31日制定

- 1926年（大正15年）7月1日 -日和佐警察署を廃止し牟岐町に移す。
- 1927年（昭和2年）4月 - 県立海部中学校開校。
- 1939年（昭和14年）12月14日 - 国鉄牟岐線阿波福井駅 - 日和佐駅間開通。
- 1942年（昭和17年）7月1日  - 国鉄牟岐線日和佐駅 - 牟岐駅間開通。
- 1946年（昭和21年）12月21日 - 南海地震により、被害甚大。多くの家屋が倒壊・浸水。
- 1955年（昭和30年）2月1日 - 町立日和佐病院開設。
- 1958年（昭和33年） - 日和佐幼稚園創立。
- 1964年（昭和39年）7月11日 - 国鉄牟岐線由岐駅 - 木岐駅間に田井ノ浜駅開業。
- 1968年（昭和43年）4月3日 - 香川県詫間町（現・三豊市）と日和佐町が姉妹都市締結。
- 1969年（昭和44年）5月8日 - オーストラリア、ケアンズ市と日和佐町が姉妹都市締結。
- 1973年（昭和48年）5月1日 - 海部郡農業協同組合を設立。日和佐に事務所設置。
- 1974年（昭和49年）4月26日 - 南阿波サンライン全線開通。
- 1977年（昭和52年）4月19日 - 沖縄県国頭郡恩納村と日和佐町が姉妹都市締結。

### 美波町成立以降
- 2006年（平成18年）3月31日 - 海部郡日和佐町・由岐町が合併して美波町発足。同時に町章を制定する[12]。徳島県立日和佐高等学校が徳島県立海南高等学校、徳島県立宍喰商業高等学校と統合され徳島県立海部高等学校（海陽町）となり閉校。
- 2007年（平成19年）5月12日 - 阿南安芸自動車道日和佐道路由岐IC - 日和佐出入口間（6.2 km）が開通。
- 2009年（平成21年）4月1日 - 徳島県立水産高等学校が徳島県立徳島工業高等学校、徳島県立徳島東工業高等学校と統合され徳島県立徳島科学技術高等学校（徳島市）となり閉校。
- 2010年（平成22年）3月31日 - 美波町立赤松小学校、美波町立由岐中学校阿部分校が閉校。
- 2011年（平成23年）
  - 3月31日 - 美波町立阿部小学校が閉校。
  - 7月16日 - 阿南安芸自動車道日和佐道路小野IC - 由岐IC間（3.1 km）が開通により日和佐道路（9.3 km）が全線開通。
- 2013年（平成25年）3月27日 - 徳島県立日和佐高等学校跡地で防災ヘリポート完成記念式典を開催[13]。
- 2016年（平成28年）3月1日 - 日和佐病院と由岐病院を統合し、美波町国民健康保険美波病院を開設[14]。
- 2016年（平成28年）
  - 3月31日 - 美波町立木岐小学校が閉校。
  - 5月17日 - 株式会社あわえと美波町の地方創生におけるパートナーシップ協定を締結。
  - 10月 - 美波町立日和佐小学校にて、全国初となるデュアルスクールの実施。
- 2020年（令和2年）4月1日 - 美波町みなみらいスクエアが開場。

## 地域

### 大字

#### 由岐地区
| 郵便番号 | 大字名 |
| -------- | ------ |
| 779-2101 | 西由岐 |
| 779-2102 | 港町   |
| 779-2103 | 西の地 |
| 779-2104 | 東由岐 |
| 779-2105 | 志和岐 |
| 779-2106 | 阿部   |
| 779-2107 | 伊座利 |
| 779-2108 | 木岐   |
| 779-2109 | 田井   |

#### 日和佐地区
| 郵便番号 | 大字名   |
| -------- | -------- |
| 779-2301 | 赤松     |
| 779-2302 | 北河内   |
| 779-2303 | 恵比須浜 |
| 779-2304 | 日和佐浦 |
| 779-2305 | 奥河内   |
| 779-2306 | 西河内   |
| 779-2307 | 山河内   |

## 行政・議会

### 町長
| 代位  | 人 | 市長氏名 | 任期                      | 任期                             | 肩書き             | 所属政党 | 備考                 |
| 代位  | 人 | 市長氏名 | 就任年月日                | 退任年月日                       | 肩書き             | 所属政党 | 備考                 |
| ----- | -- | -------- | ------------------------- | -------------------------------- | ------------------ | -------- | -------------------- |
| -     | -  | 中東覚   | 2006年（平成18年）3月31日 | 2006年（平成18年）5月14日        |                    | 無所属   | 町長職務代理者       |
| 初代  | 1  | 藤井格   | 2006年（平成18年）5月14日 | 2009年（平成21年）7月            | 元旧日和佐町長     | 無所属   | 投票率87.35％（1期） |
| -     | -  | 中東覚   | 2009年（平成21年）6月11日 | 2009年（平成21年）8月23日        | 美波町副町長       | 無所属   | 町長職務代理者       |
| 第2代 | 2  | 影治信良 | 2009年（平成21年）8月23日 | 2013年（平成25年）8月22日        | 美波町総務企画課長 | 無所属   | 無投票（1期）        |
| 第3代 | 2  | 影治信良 | 2013年（平成25年）8月23日 | 2017年（平成29年）8月22日        | 美波町総務企画課長 | 無所属   | 無投票（2期）        |
| 第4代 | 2  | 影治信良 | 2017年（平成29年）8月23日 | 2021年（令和3年）8月22日         | 美波町総務企画課長 | 無所属   | 無投票（3期）        |
| 第5代 | 2  | 影治信良 | 2021年（令和3年）8月23日  | 2025年（令和7年）8月22日（予定） | 美波町総務企画課長 | 無所属   | 無投票（4期）        |

### 自治体交流
- 姉妹都市
  -  ケアンズ市（オーストラリア クイーンズランド州）
  -  三豊市（香川県）
  -  恩納村（沖縄県国頭郡）

### 美波町議会

#### 2022年美波町議会議員選挙
- 選挙区：町全体を1選挙区とする大選挙区制(単記非移譲式)
- 定数：12人
- 投票日：2022年4月24日
- 当日有権者数：5,515人
- 投票率：68.38％

| 候補者名 | 当落 | 年齢 | 党派名     | 新旧別 | 得票数 |
| -------- | ---- | ---- | ---------- | ------ | ------ |
| 遊亀聖悟 | 当   | 29   | 無所属     | 新     | 483票  |
| 向山篤宏 | 当   | 68   | 無所属     | 現     | 364票  |
| 松本晋児 | 当   | 69   | 無所属     | 現     | 326票  |
| 片山正敏 | 当   | 68   | 無所属     | 新     | 325票  |
| 北山朝彦 | 当   | 62   | 無所属     | 現     | 322票  |
| 岩瀬公   | 当   | 68   | 無所属     | 現     | 305票  |
| 戎野博   | 当   | 73   | 無所属     | 現     | 275票  |
| 丸龍孝敏 | 当   | 67   | 無所属     | 現     | 266票  |
| 中川尚穀 | 当   | 70   | 日本共産党 | 現     | 246票  |
| 小部博正 | 当   | 56   | 無所属     | 新     | 237票  |
| 春田裕計 | 当   | 63   | 無所属     | 現     | 167票  |
| 鈴木健宏 | 当   | 34   | 無所属     | 新     | 162票  |
| 谷睦尚   | 落   | 51   | 無所属     | 新     | 151票  |
| 宮原英夫 | 落   | 73   | 無所属     | 現     | 90票   |

### 衆議院
- 選挙区：徳島1区（徳島市、小松島市、阿南市、勝浦郡、名東郡、名西郡、那賀郡、海部郡）
- 任期：2021年10月31日 - 2025年10月30日
- 当日有権者数：362,130人
- 投票率：55.93％

| 当落 | 候補者名   | 年齢 | 所属党派     | 新旧別 | 得票数   | 重複 |
| ---- | ---------- | ---- | ------------ | ------ | -------- | ---- |
| 当   | 仁木博文   | 55   | 無所属       | 元     | 99,474票 |      |
| 比当 | 後藤田正純 | 52   | 自由民主党   | 前     | 77,398票 | ○    |
| 比当 | 吉田知代   | 46   | 日本維新の会 | 新     | 20,065票 | ○    |
|      | 佐藤行俊   | 73   | 無所属       | 新     | 1,808票  |      |

### 参議院

#### 2022年参議院議員選挙
時の内閣：第2次岸田内閣
2022年（令和4年）7月10日執行
当日有権者数：人　最終投票率：% （全国投票率:52.05%（3.25%））
| 当落 | 氏名     | 年齢 | 所属党派     | 新旧 | 得票      | 得票率 | 推薦・支持     |
| ---- | -------- | ---- | ------------ | ---- | --------- | ------ | -------------- |
| 当   | 中西祐介 | 42   | 自由民主党   | 現   | 287,609票 | 52.81% | 公明党推薦     |
|      | 松本顕治 | 38   | 日本共産党   | 新   | 103,217票 | 18.95% | 社会民主党支持 |
|      | 藤本健一 | 52   | 日本維新の会 | 新   | 62,001票  | 11.38% |                |
|      | 前田強   | 39   | 国民民主党   | 新   | 49,566票  | 9.10%  |                |
|      | 荒牧国晴 | 41   | 参政党       | 新   | 28,195票  | 5.18%  |                |
|      | 中島康治 | 43   | NHK党        | 新   | 14,006票  | 2.57%  |                |

## 教育

### 中学校
- 美波町立由岐中学校
- 美波町立由岐中学校伊座利分校
- 美波町立日和佐中学校

### 小学校
- 美波町立日和佐小学校
- 美波町立由岐小学校
- 美波町立伊座利小学校

### 特別支援養護学校
- 徳島県立阿南支援学校ひわさ分校

## 交通

### 鉄道路線

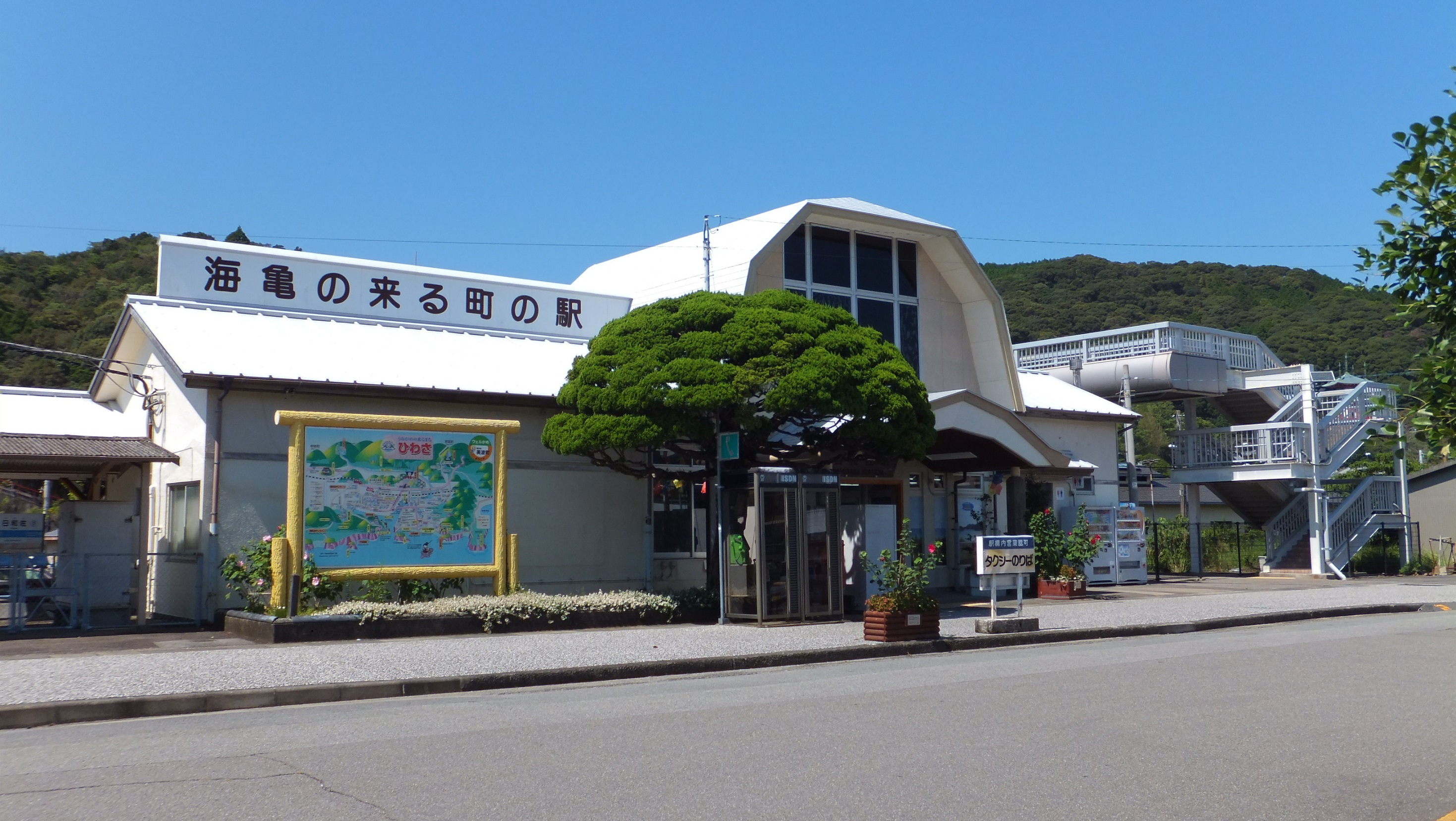
日和佐駅

町役場の最寄駅は日和佐駅である。田井ノ浜駅は海水浴シーズンのみ営業する。
- 四国旅客鉄道（JR四国）
  - 牟岐線（阿波室戸シーサイドライン）：由岐駅 - 田井ノ浜駅 - 木岐駅 - 北河内駅 - 日和佐駅 - 山河内駅

### バス
- 高速バス
  - 徳島バス 室戸・生見・阿南 - 大阪線

由岐停留所、日和佐停留所
（上記停留所を含む、阿南駅 - 甲浦間相互のみ予約無しでの途中乗降可能、阿南駅 - 海部高校前間JRの有効な乗車券等で利用可能）
- 路線バス
  - 南部バス 川口（那賀町） - JR日和佐駅

### 道路
一般国道
- 国道55号

地域高規格道路
- 阿南安芸自動車道
  - 日和佐道路

県道
- 徳島県道19号阿南鷲敷日和佐線
- 徳島県道25号日和佐小野線
- 徳島県道26号由岐大西線
- 徳島県道36号日和佐上那賀線

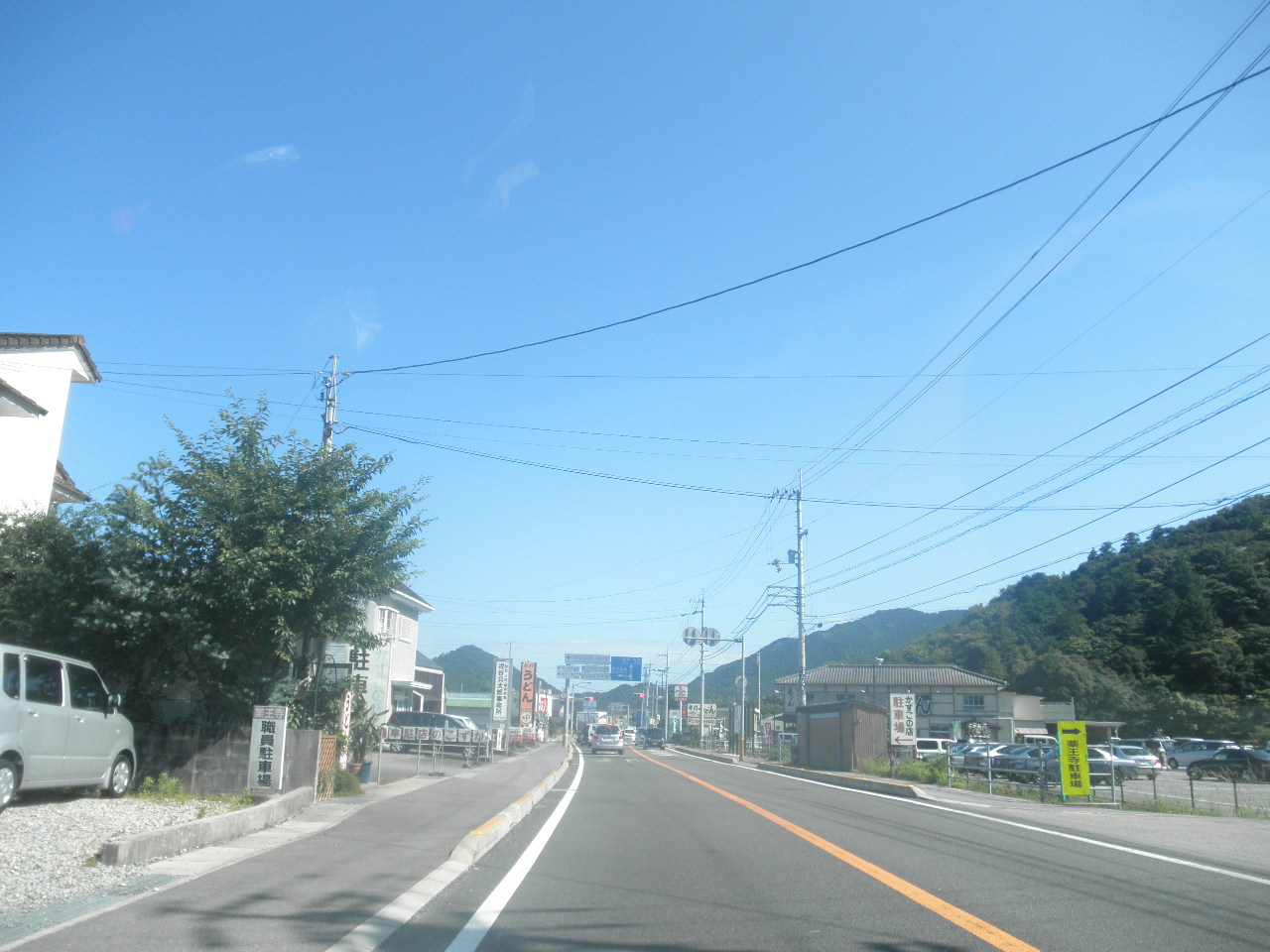
美波町中心部を縦断する国道55号
奥河内字寺前で撮影

- 徳島県道147号日和佐牟岐線（南阿波サンライン）
- 徳島県道177号由岐停車場線
- 徳島県道194号由岐港線
- 徳島県道195号日和佐港線
- 徳島県道289号赤松由岐線
- 徳島県道290号日浦野田線
- 徳島県道294号北河内奥河内線

道の駅
- 日和佐

## 特産品
- 流れ子
- アワビ
- サザエ
- イセエビ
- かまぼこ

## 観光

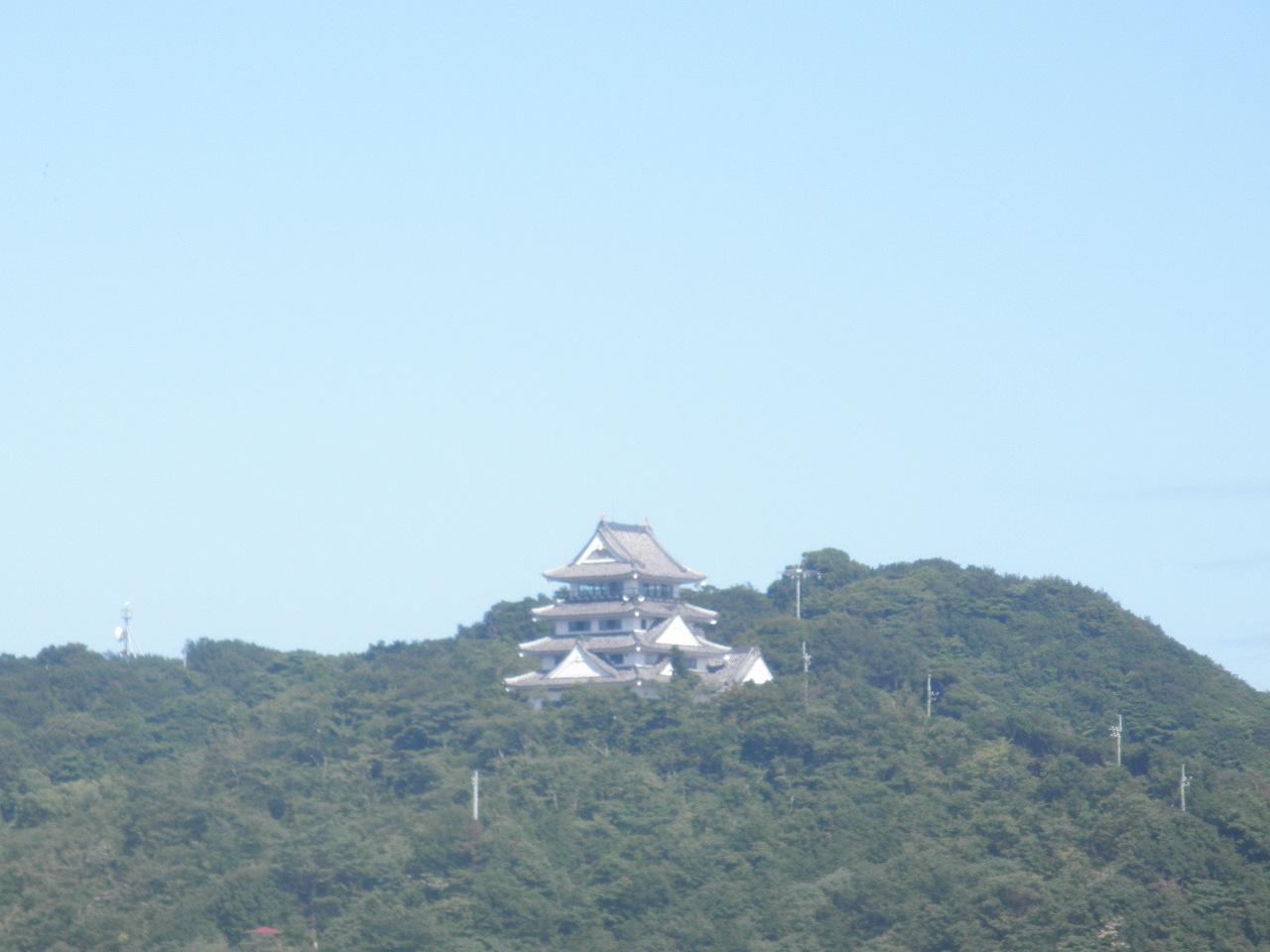
日和佐城

### 名所
- 大浜海岸
- 千羽海崖
- 田井の浜
- 恵比須浜
- 潮吹き岩展望台
- 恵比須洞
- 赤滝

### 社寺・史跡
- 日和佐八幡神社
- 満石神社
- 赤松神社
- 玉木八幡神社
- 志和岐吉野神社
- 山河内吉野神社
- 薬王寺（四国八十八ヶ所23番札所）阿南室戸歴史文化道
- 弘法寺（新四国曼荼羅霊場84番札所）
- 観音寺（四国三十三観音霊場8番札所）
- 泰仙寺
- 極楽寺
- 荘厳寺
- 光明寺
- 打越寺
- 持福寺
- 阿部の御水大師
- 日和佐城
- 由岐城

### 公園
- 阿波沖海戦小公園

### 博物館
- 日和佐うみがめ博物館
- ぽっぽマリン（JR牟岐線由岐駅に併設）

### 催事
- 由岐天神祭り（7月日曜）
- 由岐の連続秋祭り（9月中旬）
- 伊勢エビ祭り（10月日曜）
- 赤松地区の吹筒花火（10月）
- うみがめ祭り（7月中旬）
- ひわさうみがめトライアスロン（うみがめ祭りの翌日）
- 八幡神社秋季例祭（秋祭り）日和佐地区（10月）

## 出身有名人
- 小坂奇石（書家、旧由岐町）
- 喜井黄羊（画家、旧由岐町）
- 悦田喜和雄（小説家、旧由岐町）
- 橋本シャーン（挿絵画家、旧日和佐町）
- 福井敏雄（気象キャスター、タレント、旧日和佐町）
- 吹田徳雄（科学者・原子力安全委員会初代委員長、旧日和佐町）
- 灘蓮照（プロ将棋棋士、旧日和佐町）
- 斎藤久（アニメーター・アニメーション監督、旧日和佐町）

## 縁のある人物
- 蛭子能収（漫画家・タレント） - 父が旧日和佐町出身の漁師（蛭子本人は長崎市出身）[15]。
- 久本雅美（お笑いタレント） - 両親が旧由岐町伊座利出身（本人は大阪市出身）[16]。

## ゆかりのある放送
- NHKの鶴瓶の家族に乾杯で日和佐町に訪れた。ゲストは高嶋政宏。1999年（平成11年）5月15日放送。
- フジテレビ系列のクイズ!ヘキサゴンIIにおいて、美波町が特集された。2006年（平成18年）10月18日放送。
- NHK連続テレビ小説『ウェルかめ』の舞台となっている。2009年（平成21年）9月28日 - 2010年（平成22年）3月27日放送[17]。
- NHK総合、さわやか自然百景で「徳島　日和佐川」と題して、2015年（平成27年）10月4日放送。アユやヒラテテナガエビなどが放送された。[18]。
- テレビ東京の出川哲朗の充電させてもらえませんか?の四国"お遍路旅"企画において、四国最後となる高知県室戸岬から徳島県椿泊町にかけて、薬王寺が登場するなど、2週に渡って放送された。2023年（令和5年）6月10日・6月17日放送。
- 日本テレビの1億人の大質問!?笑ってコラえて!において、番組内企画『日本列島ダーツの旅』で、""おもしろ町人が続々登場!?日本列島ダーツの旅　徳島県（美波町）日和佐""という小見出し、「澄み切った清流で川遊びを楽しむ親子や川の中で女子会を行う大学生、まるで仙人？最強村人発見など」という番組内容で2023年（令和5年）9月27日水曜日20:00から放送された[19]。
- Eテレの天才てれびくんにおいて、番組内企画「つないでジモQ」徳島編で、""三好市・病人にとりつく妖怪、美波町・ウミガメへの思いやりなど地元からクイズに挑戦""という番組内容で2025年（令和7年）1月14日火曜日17:30から放送された。